# Леоново (Невельский район)
Лео́ново — деревня в Невельском районе Псковской области России. Входит в состав сельского поселения «Артёмовская волость».

## География
Находится в 5 км к юго-востоку от волостной деревни Борки на дороге Невель — Усвяты.

## Население
Численность населения деревни на конец 2000 года составляла 21 житель.